# Beijing Media Network
Beijing Radio & Television Station (BRTV), раніше Beijing Media Network (BMN) — державна телевізійна мережа в Китайській Народній Республіці. Він транслюється з Пекіна. Канал доступний лише китайською мовою.
Beijing Media Network була заснована 16 травня 1979 року. Він охоплює Китай, Азію та Північну Америку. Центральне телебачення Китаю з 1958 по 1978 рік називалося Пекінським телебаченням.

## Список телеканалів
Група має десять основних телеканалів, які раніше були пронумеровані послідовно (BTV-1, BTV-2 тощо), усі, крім Міжнародного каналу (двомовного англійською та мандаринською), використовують мандаринську:
| Назва телеканалу                  | Назва телеканалу | Формат             | Початок трансляції                                                                            |
| (укр.)                            | (кит.)           | Формат             | Початок трансляції                                                                            |
| --------------------------------- | ---------------- | ------------------ | --------------------------------------------------------------------------------------------- |
| Пекінське супутникове телебачення | 北京卫视         | SDTV, HDTV         | 16 травня 1979 (SDTV) 28 вересня 2009 (HDTV)                                                  |
| БРТВ Мистецтво                    | BRTV-文艺        | SDTV, HDTV         | 14 жовтня 1990 (SDTV) 1 січня 2013 (HDTV)                                                     |
| БРТВ Наука і освіта               | BRTV-科教        | SDTV, HDTV         | 27 грудня 1999 (SDTV) 18 листопада 2020 (HDTV)                                                |
| БРТВ Кіно                         | BRTV-影视        | SDTV, HDTV         | 28 квітня 1993 (SDTV) 18 листопада 2020 (HDTV)                                                |
| БРТВ Фінанси                      | BRTV-财经        | SDTV, HDTV         | 28 квітня 1993 (SDTV) 18 листопада 2020 (HDTV)                                                |
| БРТВ Документальні фільми         | BRTV-冬奥纪实    | SDTV, HDTV, 4K UHD | 28 квітня 1993 (SDTV, як БТВ Спорт) Червень 2014 (HDTV, як БТВ Спорт) 30 грудня 2020 (4K UHD) |
| БРТВ Стиль життя                  | BRTV-生活        | SDTV, HDTV         | 8 листопада 1996 (SDTV) 18 листопада 2020 (HDTV)                                              |
| БРТВ Молодь                       | BRTV-青年        | SDTV, HDTV         | 1 січня 2002 (SDTV) 18 листопада 2020 (HDTV)                                                  |
| БРТВ Новини                       | BRTV-新闻        | SDTV, HDTV         | 2003 (SDTV) 18 травня 2017 (HDTV)                                                             |
| БРТВ Діти                         | BRTV-卡酷少儿    | SDTV, HDTV         | 10 вересня 2004 (SDTV) 17 вересня 2020 (HDTV)                                                 |
| Міжнародний канал БРТВ            | BRTV国际频道     | SDTV               | 1 лютого 2005                                                                                 |